# 하모니카요코초

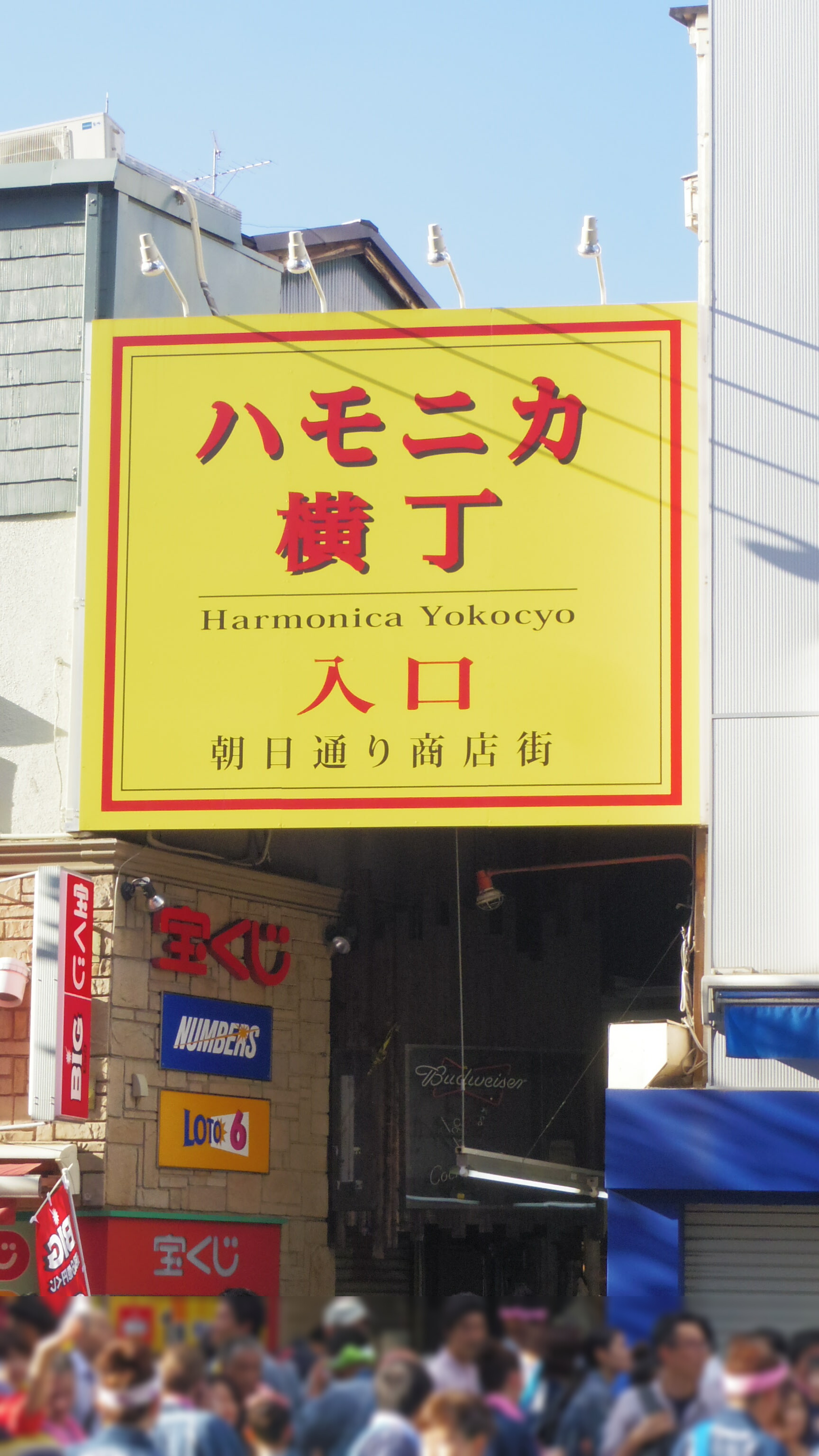
하모니카코초

하모니카요코초(일본어: ハーモニカ横丁)는 일본 도쿄도 무사시노시 기치조지에 있는 상점가이다.

## 개요
기치조지역 북쪽 출구 왼쪽에 위치하고 있으며, 하모니카 대로(ハーモニカ通り)를 중심으로 나카미세 길(仲見世小路), 주오 길(中央小路), 아사히 길(朝日小路), 노렌 길(のれん小路), 쇼와 길(祥和小路)의 작은 골목으로 이루어져 있다.